# 半爪龙属
半爪龙（属名：Bannykus）是中国内蒙古自治区巴音戈壁组的一属早白垩世阿瓦拉慈龙类，仅含一个种，乌拉特半爪龙（Bannykus wulatensis）。它是种大型阿瓦拉慈龙类，根据股骨周长，其体重估计约为24千克。

## 发现

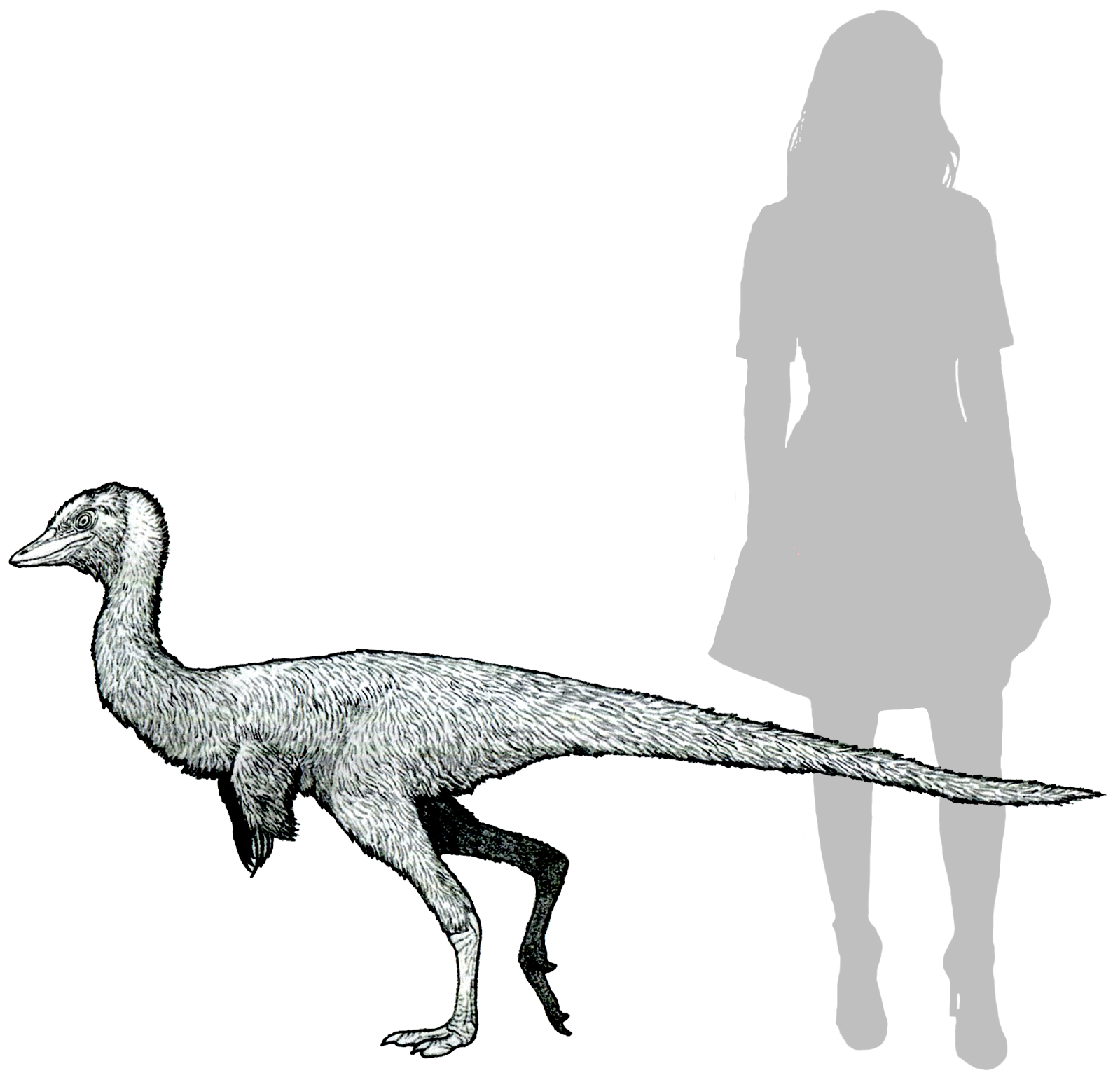
生命复原

该属的正模标本为IVPP V25026，是一件来自中国内蒙古乌拉特后旗潮格镇的巴音戈壁组的部分无关节的不完整骨骼。它是在2012年之前的某个时候被发现的，当时其残骸以非官方名称“乌拉特龙”在日本展出。它在2018年被命名为乌拉特半爪龙；属名取自中文单词“半”和希腊语单词“onyx”，这是指这种兽脚类的过渡性特征。种名是指化石发现地乌拉特后旗。

## 进化意义
半爪龙和西域爪龙通过展示介于简手龙的典型兽脚类前肢和晚白垩世阿瓦拉慈龙类高度退化的前肢和细小牙齿之间的颅骨和颅后形态，填补了阿瓦拉慈龙类7000万年的进化空白。